# Härkäjärvi (sjö i Södra Savolax)
Härkäjärvi är en sjö i Finland. Den ligger i kommunerna Kangasniemi och Sankt Michel samt till en liten del i Pieksämäki i landskapet Södra Savolax, i den södra delen av landet, 240 km norr om huvudstaden Helsingfors. Härkäjärvi ligger 102,7 meter över havet. I omgivningarna runt Härkäjärvi växer i huvudsak blandskog. Arean är 5,71 kvadratkilometer och strandlinjen är 48,19 kilometer lång. Sjön  ingår i Kymmene älvs huvudavrinningsområde.  Sjöns största öar är Lierosaari och Honkasalo (1,4 km²), Liekosaari (26 hektar) och Neronsaari (13 hektar).